# Дегтерёвы
Дегтерёвы (укр. Дегтерьови) — старинный старообрядческий род купцов, предпринимателей, меценатов, происходивший из российского города Калуга.

## Известные представители рода

### Тимофей Григорьевич Дегтерёв и его потомки
Первый из известных представителей рода — Тимофей Григорьевич — заведовал двором боярина Лукьяна Стрешнева, дочь которого была женой русского царя Михаила Фёдоровича, матерью царя Алексея Михайловича. В 1635 году Тимофей Григорьевич купил в Калуге лавку, и с этого года начинается отсчёт торгового дела рода.
В начале 1830-х годов император Николай I объявил режим «наибольшего благоприятствования» для российских купцов, которые должны оживить торговлю в Юго-Западном крае. Среди многих купцов, которые съехались тогда в Киев, были и Дегтерёвы: сыновья калужского купца 2-й гильдии Никиты Афанасьевича — Михаил, Иван и Пётр. Дегтерёвы имели здесь своё «представительство» ещё в 1813 году — именно тогда Пётр Дегтерёв приобрёл землю на Подоле у Ильинской церкви. Рядом с участком Петра Дегтерёва появились усадьбы его братьев Михаила и Ивана. Старообрядческий «толк», к которому принадлежали Дегтерёвы, признавал превосходство православной церковной иерархии, поэтому они жили и торговали в Киеве, не испытывая никаких религиозных притеснений.
Торговое дело продолжили сыновья Михаила, Ивана и Петра Дегтерёвых — Парфений и Тимофей Михайловичи, Пётр, Никита, Владимир и Григорий Ивановичи и Родион Петрович. Они основали в Киеве первый завод медных, железных и чугунных изделий (с 1853 года завод принадлежал Р. Дегтерёву), а на Подоле «магазин Дегтерёва».
Торговая фирма Дегтерёвых была одной из самых известных в Украине, владела магазинами в Киеве, Минске, Вильно (ныне — Вильнюс), Туле, Бердичеве. Два представителя рода — Парфений Михайлович и его сын Михаил Парфентьевич — играли значительную роль в общественной и культурной жизни города.

### Парфений Михайлович Дегтерёв
Парфений Михайлович (1797—1837) значительной недвижимости в Киеве не имел, что не помешало ему выдвинуть свою кандидатуру на выборы городского головы, первые после отмены магдебургского права в 1834 году. Со второй попытки (результаты первых выборов не утвердил военный губернатор Василий Левашов) Парфений Дегтерёв 29 марта 1835 возглавил Киевскую городскую думу. Помимо этого, занимался благотворительностью — был членом общества помощи бедным. Внезапная смерть 7 марта 1837 года помешала ему зарекомендовать себя на посту председателя Киевской городской думы (1835—1837). Отвернулась судьба и от его двоюродных братьев: металлургический завод Родиона разорился, магазин Тимофея не давал больших прибылей.

### Михаил Парфентьевич Дегтерёв

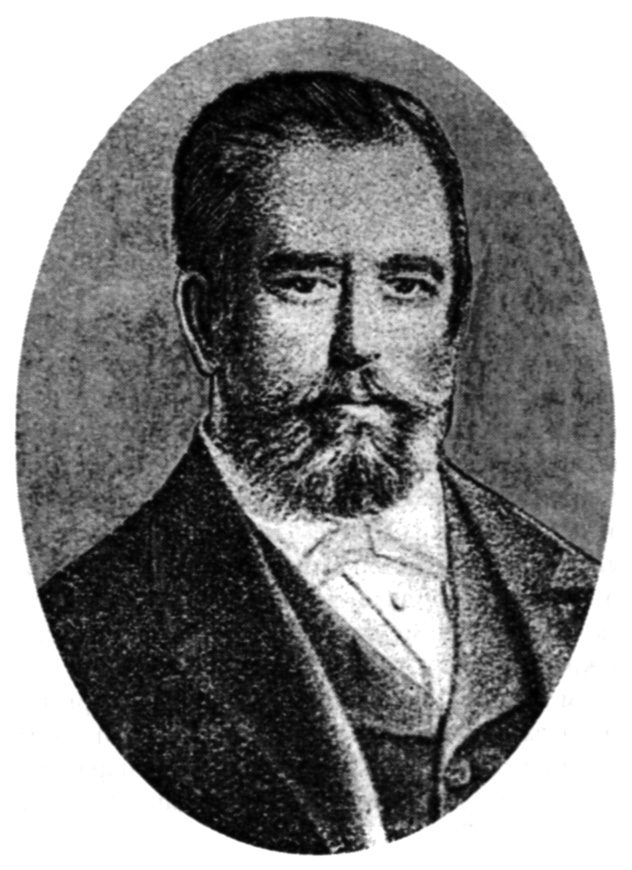
Михаил Дегтерёв (1831—1898) — купец 1-й гильдии, меценат, почётный гражданин Киева

Михаил Парфентьевич (1831—1898), продолжив дело отца, расширил торговую фирму, коммерческие связи которой прослеживались от Сибири до западных границ Российской империи. Имел капитал в сумме 10 миллионов рублей. С 1871 года до конца жизни являлся гласным Киевской городской думы, с 1875 года — членом учётного комитета Киевской конторы Государственного банка, с 1881 года — членом, с 1891 года — заместителем председателя Киевского биржевого комитета. Был председателем Совета старшин Купеческого собрания.
Известен благотворительной деятельностью. С 1870 года — попечитель Сиротского дома и староста Александро-Невской церкви при Сулимовских благотворительных заведениях. Первым большим делом Дегтерёва было открытие богадельни для 40 человек. Для этого в 1883 году он приобрёл усадьбу по Покровской улице, 5 с двухэтажным домом в стиле классицизма, и сделал банковский вклад в 100 тысяч рублей, на проценты с которого должна была существовать богадельня. В 1884—1885 годах это благотворительное заведение приютило 63 лиц.
В 1892 году Михаил Дегтерёв открыл так называемый «вдовий дом», с 45 квартирами для бедных. Для этого проекта на Покровской улице, 1 по проекту Владимира Николаева был возведён дом, где в отдельных комнатах проживали малоимущие вдовы с детьми, а хозяйственные помещения, в частности, кухня, были общими. Этот благотворительное заведение, обеспеченное стотысячный капиталом на содержание, просуществовал до советских времён.
18 марта 1893 года Киевская городская дума приняла предложение Дегтерёва о строительстве за его счёт церкви на территории Александровской больницы. Уже в мае Владимиром Николаевым был разработан проект Свято-Михайловской церкви, а 18 июня 1895 года состоялось освящение храма. На его строительство Дегтерёв потратил 49 394 рубля.
Также Михаил Дегтерёв пожертвовал 40 000 рублей на больницу для чернорабочих, по 15 000 рублей на стипендии студентам Политехнического института и ученикам Коммерческого училища.
В своём завещании Дегтерёв передал Киеву на благотворительные цели недвижимое имущество на сумму 2 500 000 рублей и около 2 миллионов в ценных бумагах и наличными. Он передал в муниципальную собственность два дома на Крещатике, выделил средства на содержание «вдовьего дома» и Подольской богадельни, завещал 50 тысяч рублей больнице для чернорабочих на строительство нового корпуса на 25 мест, назначил восемь стипендий для малоимущих учеников двух подольских гимназий и реального училища, пожертвовал несколько тысяч рублей и ценные иконы Флоровскому и Братскому монастырям, Киево-Печерской лавре, Ильинской, Покровской, Трёхсвятительской, Георгиевской церквям, а также монастырям и церквям за пределами Киева.
Главным пунктом в завещании Дегтерёва было возведение после его смерти комплекса благотворительных заведений: богадельни на 500 человек, детского приюта на 60 человек для детей от 6 до 13 лет, а также детского приюта на 100 человек для детей младше 6 лет. Кроме того, завещание определяло источник средств на содержание этих учреждений — прибыль от сдачи в аренду зданий, переданных Дегтерёвым в собственность города. В сентябре 1900 года началось строительство комплекса благотворительных заведений на Старо-Житомирской дороге на Лукьяновке. Автором проекта был архитектор Владимир Николаев, а строительные работы проводила фирма Льва Гинзбурга. 27 октября 1902 года богадельни были открыты. Комплекс состоял из 13 зданий, среди которых были: главное здание с тремя корпусами на 250 женщин, корпус для мужчин на 150 человек, отделение для хронически больных на 100 человек, больница на 30 мест, 2 детских приюта на 60 и 100 человек. Также комплекс включал в себя церковь святого Михаила, кухню, прачечную, котельную, баню, две ледовни, хозяйственные сараи, огород и фруктовый сад. В 1913 году был достроен ещё один детский приют на 100 человек.
Известен в Киеве был и двоюродный брат Михаила Парфентьевича Николай Тимофеевич, основатель библиотеки Купеческого собрания.